# Измирский залив

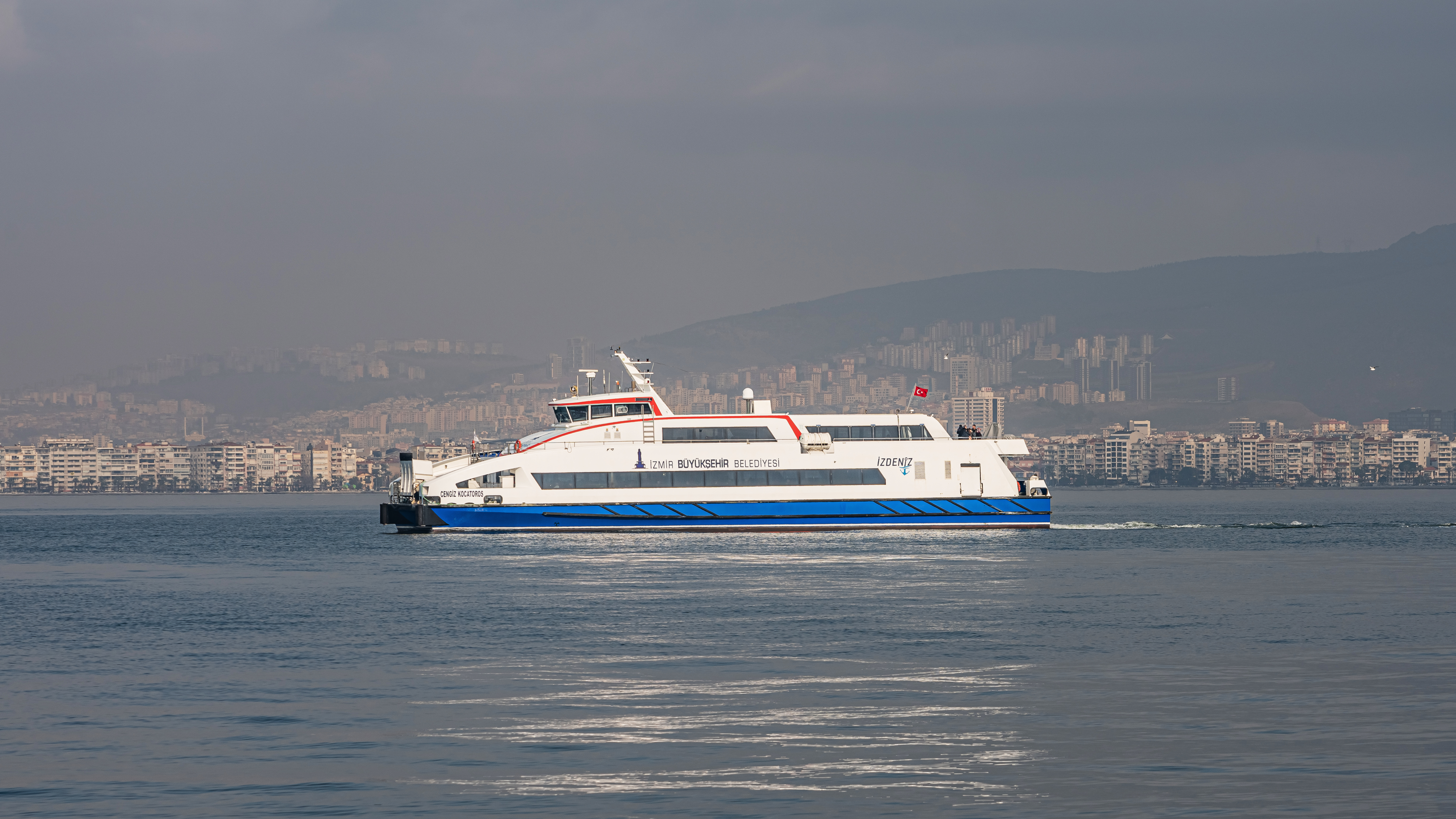
Измирский залив в черте Измира

Изми́рский зали́в (тур. İzmir Körfezi), Смирнский залив (греч. Κόλπος της Σμύρνης) — залив в Эгейском море, на юго-восточном берегу которого находится третий по численности населения город Турции — Измир. Территориально относится к илу Измир. В заливе находится множество островов, крупнейшими из них являются Узунада и Хеким. Полуостров Урла и остров Узунада отделяют от Измирского залива его юго-западную часть — залив Гюльбахче. С востока в залив впадает одна из крупнейших рек Турции — Гедиз (Герм). В античности известен был как Гермейский залив (Ερμαϊκός κόλπος).
Вход в залив находится в 30 километрах к югу от греческого острова Лесбос, между городом Карабурун и полуостровом Чешме на западе и городом Фоча (древняя Фокея) на востоке.
Кроме гавани Измира, второй по величине в Турции, имеются и другие якорные стоянки. Наиболее значимым маленьким городом залива является Урла.